# セバスチャン・コー

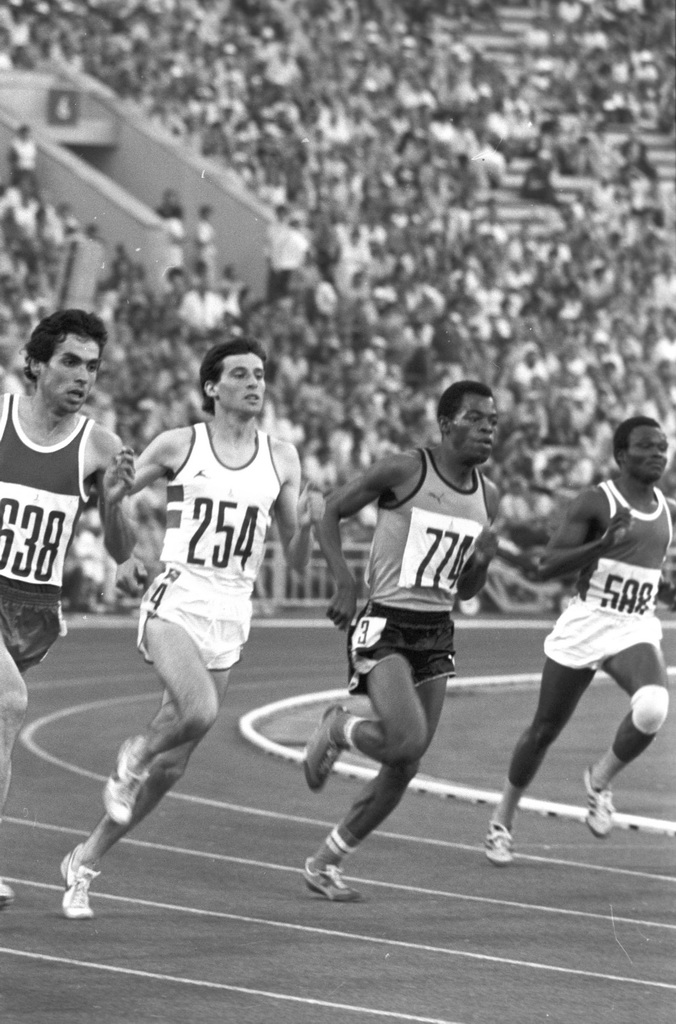
モスクワオリンピック800mでのコー（254番）

コー男爵セバスチャン・コー（Sebastian Newbold Coe, Baron Coe, CH KBE FRIBA, 1956年9月29日 - ）は、1980年代に活躍したイギリスの元陸上競技選手であり、かつ政治家である。

## 来歴・人物
父親ピーター・コーはセバスチャンのコーチで、母親はインド人とのハーフである。
主に中距離種目を得意とし、モスクワオリンピック及びロサンゼルスオリンピックで、ともに1500mで金メダル、800mで銀メダルを獲得した。中距離種目における世界記録更新は12回を数える。この時期、英国は中距離2種目において、ほかにスティーブ・オベットやスティーブ・クラムなどの有力選手もいた。
陸上競技から引退後、1992年〜1997年は保守党の庶民院議員となり、その後2000年には一代貴族爵位「カウンティ・オブ・サリーにおけるランモアのコー男爵」（Baron Coe, of Ranmore in the County of Surrey）に叙され、貴族院議員に列する。
また、2012年ロンドンオリンピック招致委員会の委員長として、開催誘致の成功に尽力し、ロンドンオリンピック組織委員会会長を務めた。また、2012年2月に来日し、味の素ナショナルトレーニングセンターなどを視察した。
2007年より国際陸上競技連盟（IAAF）の副会長を務め、2015年に行われたIAAF総会での会長選挙でセルゲイ・ブブカ（ウクライナ）との争いを制して第六代会長に当選した。2020年東京オリンピックの準備状況を監督する国際オリンピック委員会（IOC）の調整委員に選ばれた。2020年7月17日、オンライン形式で開いた国際オリンピック委員会総会で、委員に就任した。

## 著書
- 『ザ・チャンピオン セバスチャン・コー物語』（デヴィッド・ミラー(共著)、佐藤亘(翻訳)、織田幹雄(監修)、ベースボールマガジン社、1983/1、ISBN 978-4583023052）

## 関連書籍
- 『中長距離ランナーの科学的トレーニング』（デビッド･マーティン、ピーター･コー(共著)、征矢英昭･尾縣貢(監訳)、大修館書店、2001/7、セバスチャン･コーをコーチングした実父ピーター･コーとデビッド･マーティンによる著作、ISBN 978-4469264715）